# جمال زیانی
جمال زیانی (۲۸ آبان ۱۳۱۴ - ۶ شهریور ۱۳۹۸)، حافظ‌شناس، نویسنده و پژوهشگر فرهنگ عامه شیراز بود که از او تاکنون ۱۰ کتاب در این حوزه به چاپ رسیده‌است.

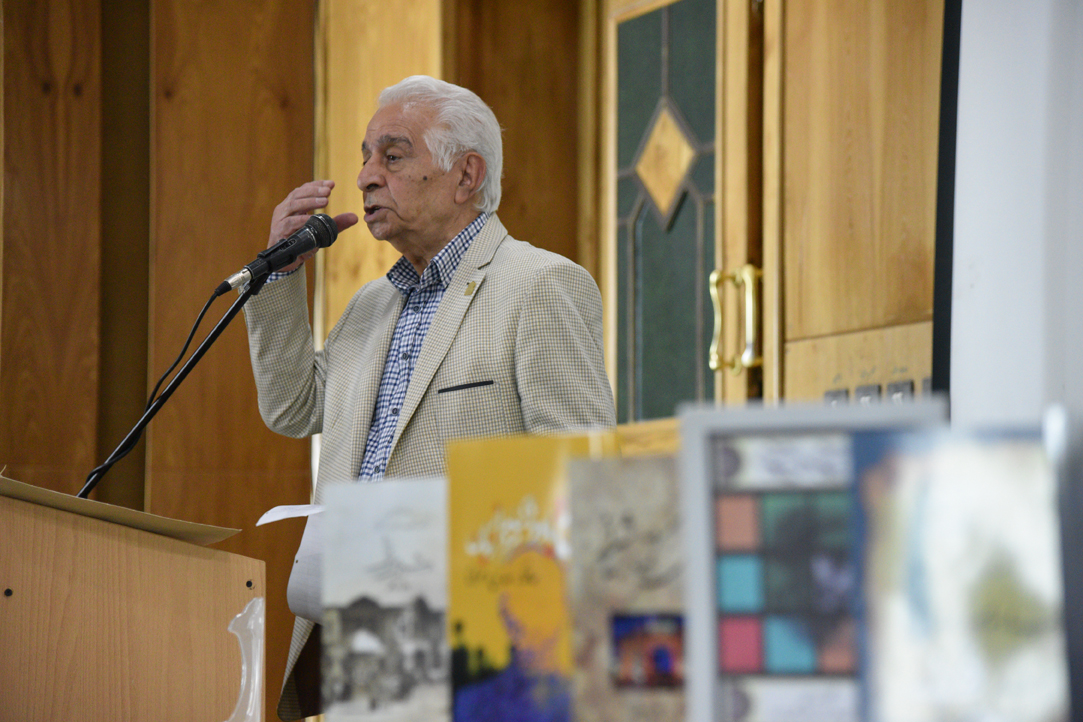
جمال زیانی شیرازپژوه و نویسنده

## زندگی‌نامه
جمال زیانی متولد ۲۸ آبان ۱۳۱۴ در یکی از محلات قدیمی شیراز به نام بالا کفت و فارغ‌التحصیل رشته زبان و ادبیات فارسی از دانشگاه شیراز است. او در سروستان، بندامیر، سیوند، بوشهر و شیراز به تدریس پرداخت و در سال ۱۳۶۱ بازنشسته شد. این نویسنده پس از بازنشستگی، به پژوهش روی آورد که نتیجه آن بیش از ۱۰ جلد کتاب در این حوزه است. وی در روز ۶ شهریور ۱۳۹۸ در ۸۴ سالگی درگذشت.

## آثار
وی در حوزه حافظ پژوهی آثاری همچون «آداب و رسوم و باورهای مردم زمانه در شعر حافظ»، «گل‌واژه‌های شعر حافظ» و «سحرآفرینی‌های حافظ»را به چاپ رسانده‌است که در سال ۱۳۸۹ ضمن نقد این آثار، از او تقدیر به عمل آمد.
دل نوشته‌هایی از فرهنگ، آداب، رسوم و باورهای مردم شیراز، یکی از کتاب‌های شاخص این نویسنده است که با مقدمه جمشید صداقت کیش توسط انتشارات آوند اندیشه با همکاری بنیاد فارس‌شناسی منتشر شده‌است.
امین فقیری نویسنده شیرازی دربارهٔ این کتاب نوشته‌است: «جمال زیانی با این کتابش ما را دوباره به عالم کودکی بازمی‌گرداند.
همان صفا و صمیمیت. انگاری که آدم تمام مردم شهر را می‌شناسد. همه به هم سلام می‌کردند. کوچه‌ها بوی صمیمی کاهگل می‌داد. از پنجره‌ها عطر تاس کباب آلو، بادمجان و بوی خورشت سبزی در مشام می‌پیچید. بله کتاب دل نوشته‌ها همان عطر بهار نارنج و همان جار زدن طواف‌ها در زیر بازارچه برای فروش میوه را در ذهن تداعی می‌کند. سینما با بلیت ۶ ریالی، آش کارده زیر قرآن، حوض ماهی، گهواره دیو، چاه قلعه بندر و باغ دلگشا تمام مراسم‌های عقد و ازدواج و زایمان را به یاد انسان می‌آورد.»
زیانی دربارهٔ سعدی نیز اثری به نام «نگاه سعدی به آداب، رسوم و باورهای مردم» را نوشته‌است. این کتاب به صورت ساده و با بیانی شیوا و روان، به نمونه‌های فراوانی از تلاش سعدی برای توجه به میراث «فرهنگ معنوی» در قالب آداب، سنن، زبان و گفتار مردم اشاره دارد.
«آداب، رسوم و باورهای مردم از زبان حافظ، سعدی و مولوی»، «آرامستان‌های شیراز در حال و گذشته» و «هنرهای سنتی و صنایع دستی شیراز» از دیگر آثار پژوهشی جمال زیانی هستند.

جمال زیانی در سال ۱۳۹۶ کتاب «گلگشتی در شیراز» را نوشت که پژوهشی دربارهٔ اماکن، تاریخ، فرهنگ و هنر شهر شیراز است. این کتاب مجموعه مقاله‌هایی است که در روزنامه‌های خبرجنوب و عصر مردم به چاپ رسیده‌است؛ همچنین سخنرانی‌هایی که در انجمن‌های ادبی شیراز ایراد شده‌است، در این کتاب آورده شده‌است.

کتاب «آفرین‌ها و نفرین‌ها» از این نویسنده نیز در آبان ماه ۱۳۹۷ رونمایی شد. این کتاب در ۵ بخش به ترتیب واژه آفرین، واژه نفرین، فعل‌های دعایی باد و بادا، فعل دعایی منفی مباد و مبادا و واژه دعا در اشعار در آثار حافظ، سعدی، مولوی و فردوسی را بررسی و واکاوی کرده‌است.

این کتاب که جمال زیانی برای آن از ۱۲ منبع معتبر زبان و ادبیات فارسی بهره برده‌است در ۲۶۲ صفحه و توسط انتشارات نوید راهی بازار کتاب شده‌است.